# 前田育男
前田 育男（まえだ いくお、1959年7月16日 - ）は、日本のカーデザイナー。マツダ株式会社シニアフェロー・ブランドデザイン。

## 来歴・人物
広島県出身。修道中学校・高等学校及び京都工芸繊維大学工芸学部意匠工芸学科を卒業し、1982年にマツダに入社。商品企画部門を経て1985年にデザイン部に異動し、ミレーニアや初代デミオのエクステリアを担当。その後トリビュートやRX-8、3代目デミオのチーフデザイナーを務めた。2009年4月、ローレンス・ヴァン・デン・アッカーの後任としてデザイン本部長に就任。2010年にはデザインテーマ「魂動－Soul of Motion」をコンセプトカー・靭と共に発表した。
2017年から2018年にかけて、経済産業省と特許庁が設置した「産業競争力とデザインを考える研究会」の委員を務めた。
2019年4月11日、「知財功労賞」（特許庁長官表彰）を受賞。
2020年7月には、英Autocar誌が主催する「AUTOCAR AWARDS 2020」において、自動車デザインで優れた業績を上げた個人に贈られる「Design Hero」賞を受賞した。
初代RX-7をデザインし、後にマツダのデザイン本部長を務めた前田又三郎は父親。父親からプレゼントされたエンツォ・マーリのペーパーナイフに感銘を受けたと語っている。モータースポーツを趣味としており、マツダの社内制度における最上位ライセンスを保有している。

## 経歴
- 1982年 - マツダに入社[1]。
- 2001年 - チーフデザイナーグループ副主査に就任[1]。
- 2009年 - デザイン本部長に就任[1]。
- 2013年 - 執行役員 デザイン本部長に就任[1]。
- 2016年 - 常務執行役員 デザイン・ブランドスタイル担当に就任[1]。
- 2022年 - シニアフェロー・ブランドデザインに就任[1]。

## 代表作

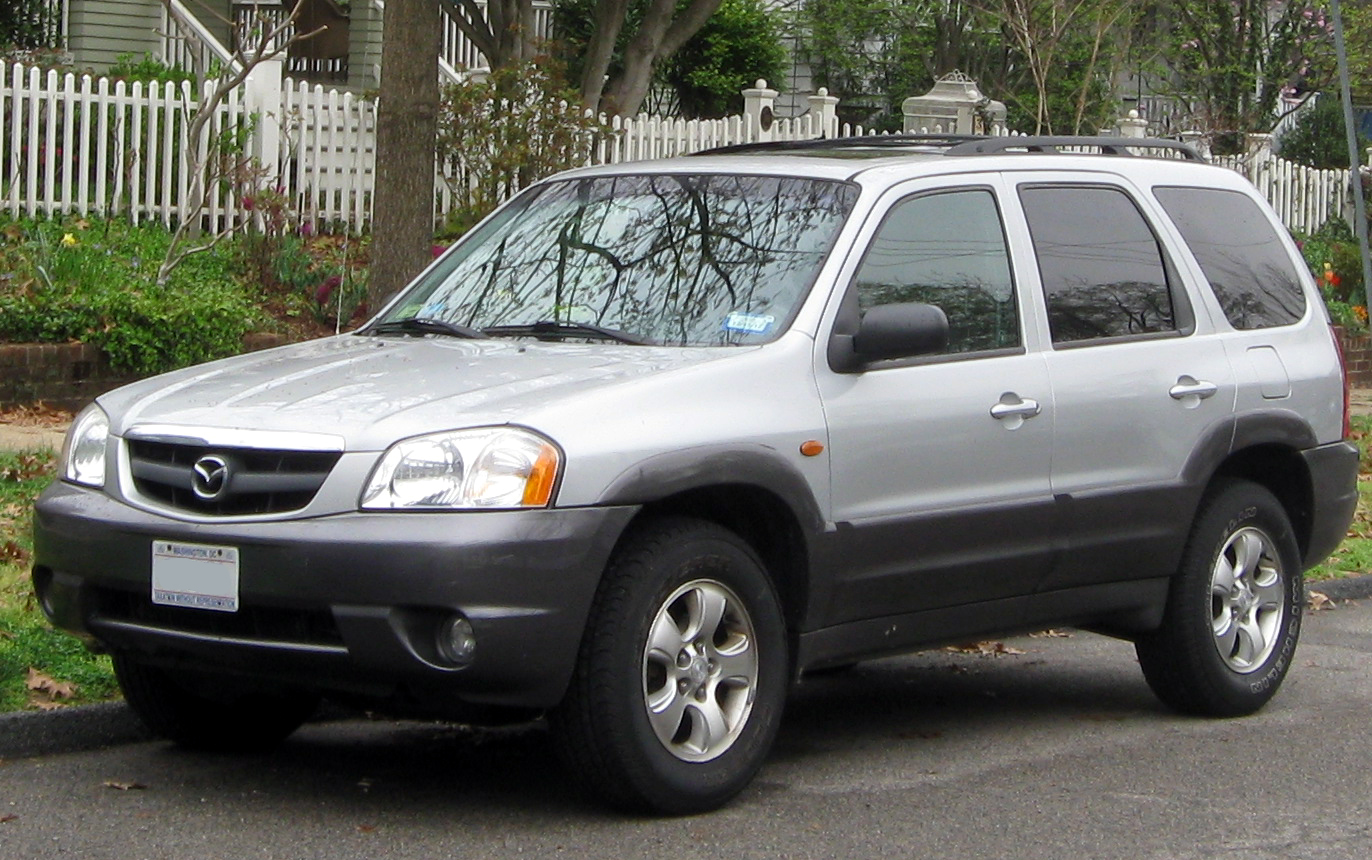
トリビュート（2000年）
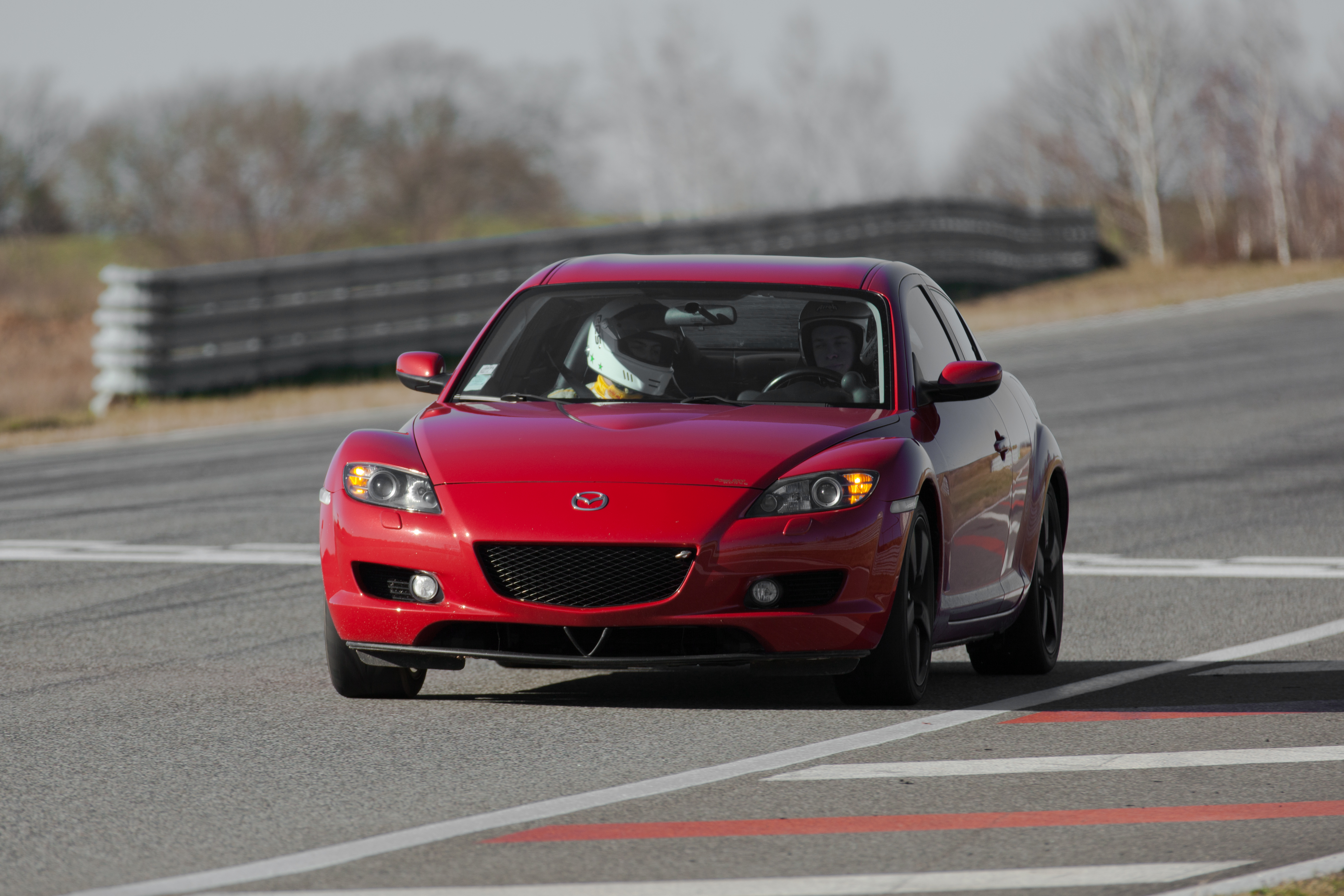
RX-8（2003年）
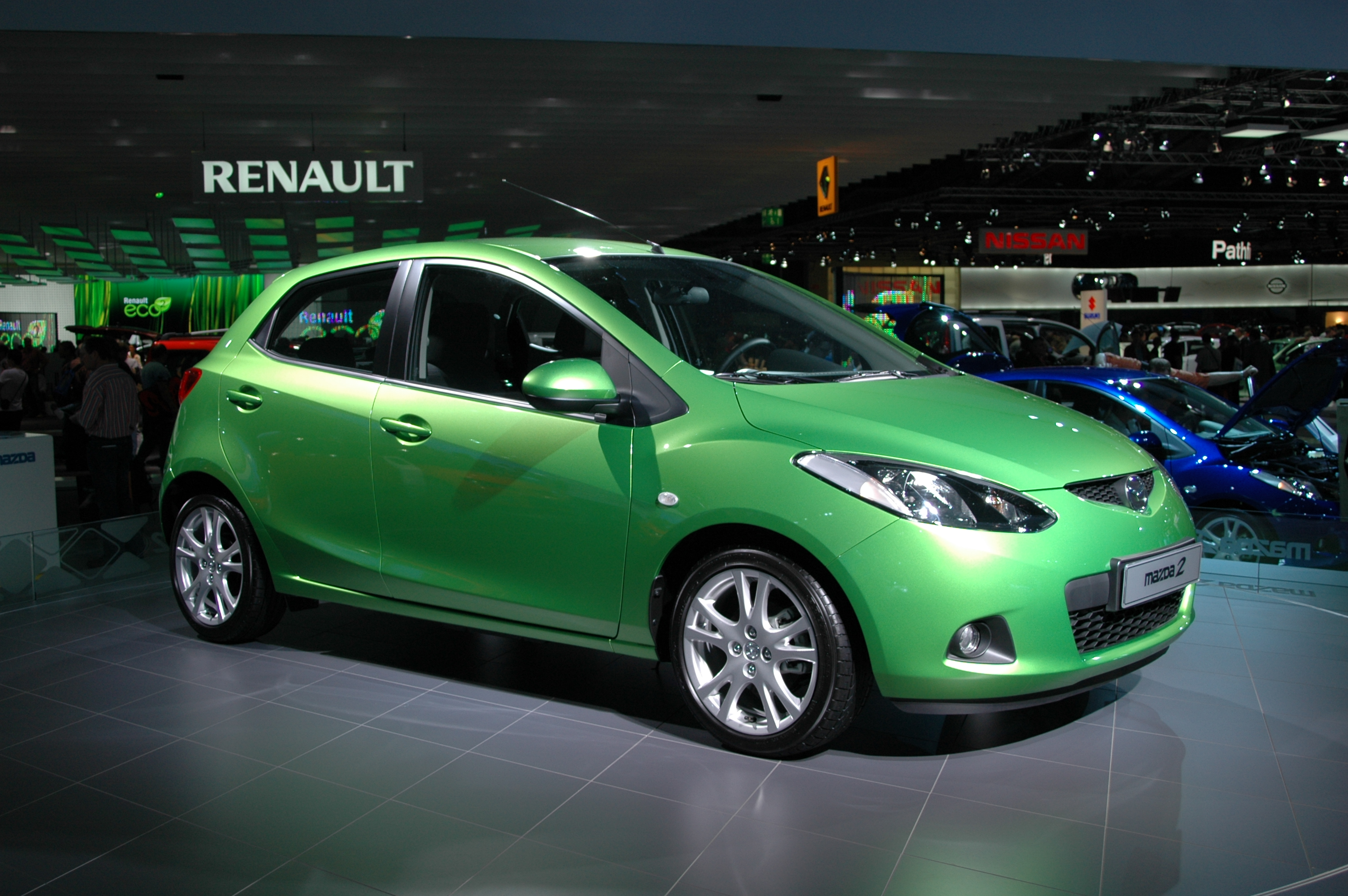
デミオ（2007年・DE型）
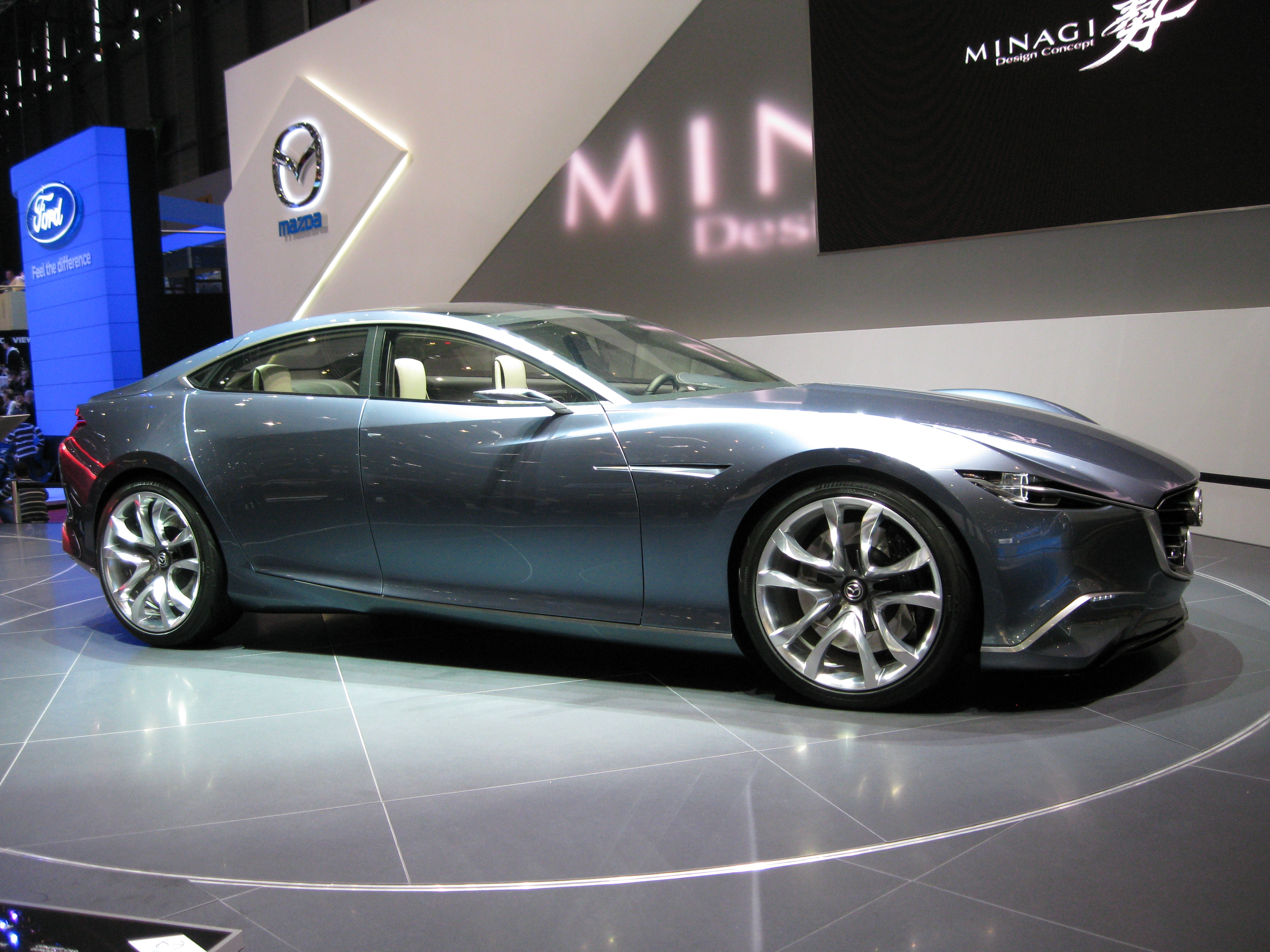
靭（2011年）
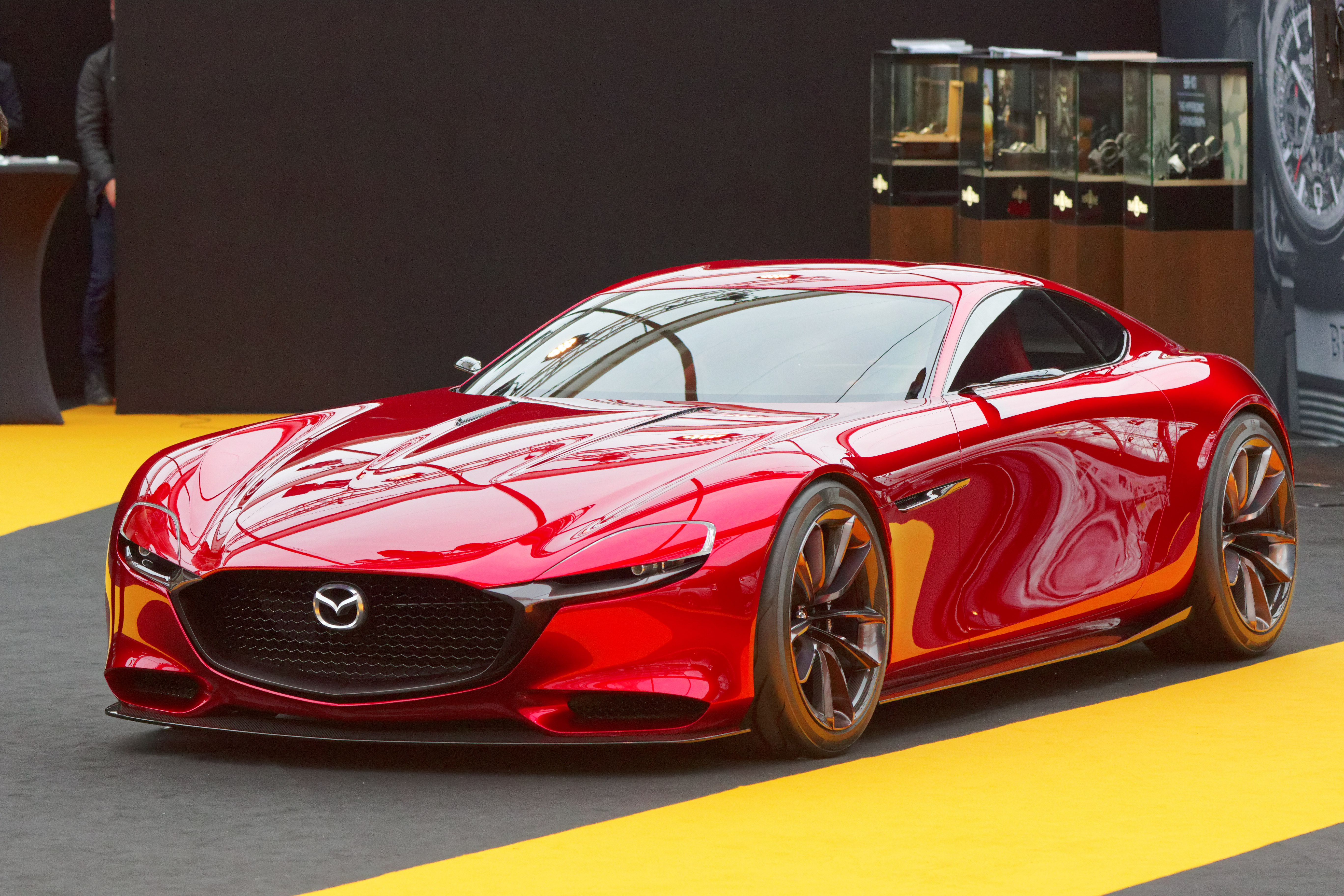
RX-VISION（2015年）
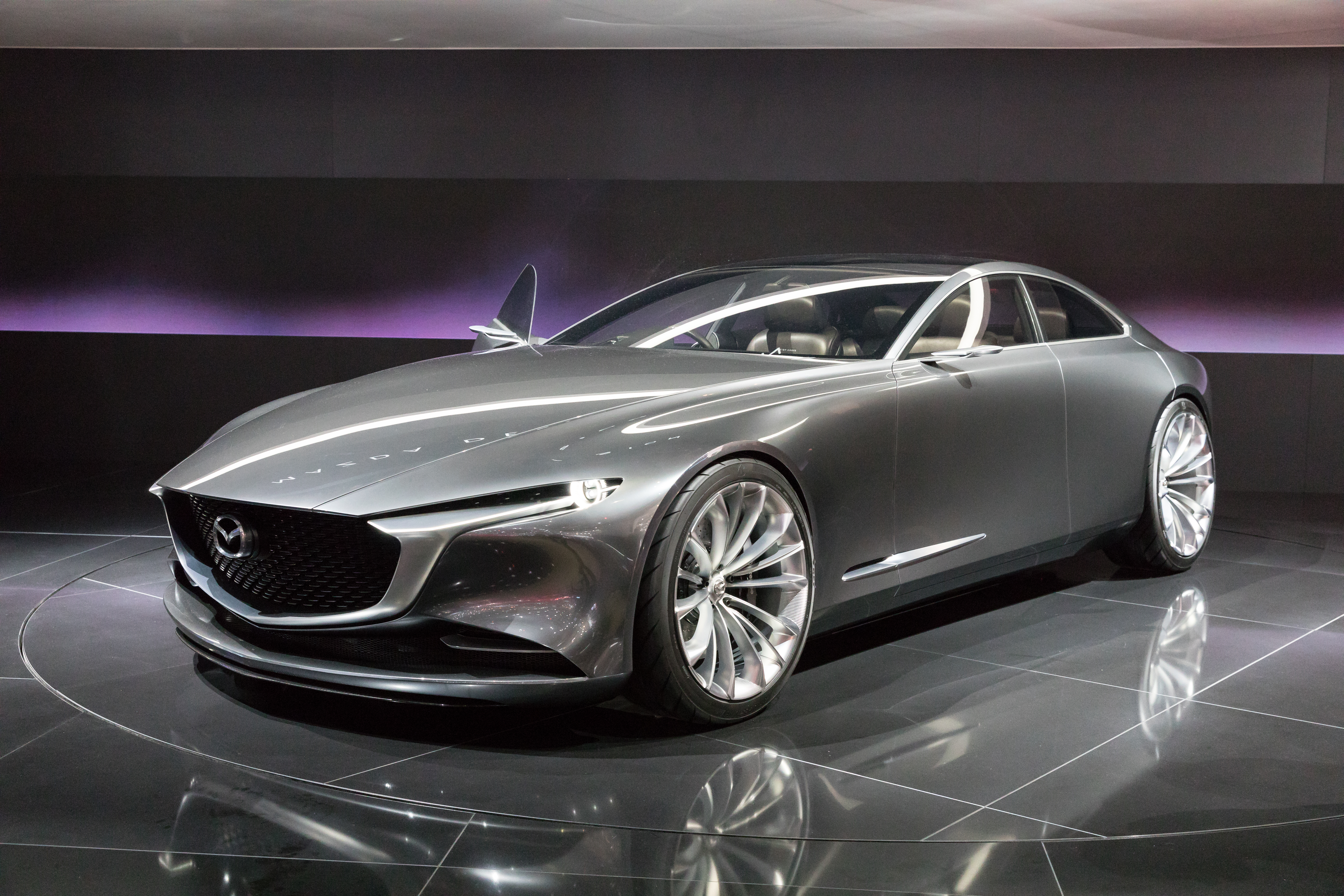
VISION COUPE（2017年）

- トリビュート
（2000年）
- RX-8（2003年）
- デミオ（2007年）
- 靭（2011年）
- RX-VISION
（2015年）
- VISION COUPE
（2017年）

## 著書

### 単著
- 『デザインが日本を変える-日本人の美意識を取り戻す』光文社〈光文社新書〉、2018年5月 ISBN 978-4-334-04355-1

### 共著
- 『相克のイデア-マツダよ、これからどこへ行く』仲森智博共著、日経BP、2020年6月 ISBN 978-4296105311